# Futbol Club Vilafranca
El Futbol Club Vilafranca és un club de futbol català de la ciutat de Vilafranca del Penedès (Alt Penedès), fundat el 1904.

## Història

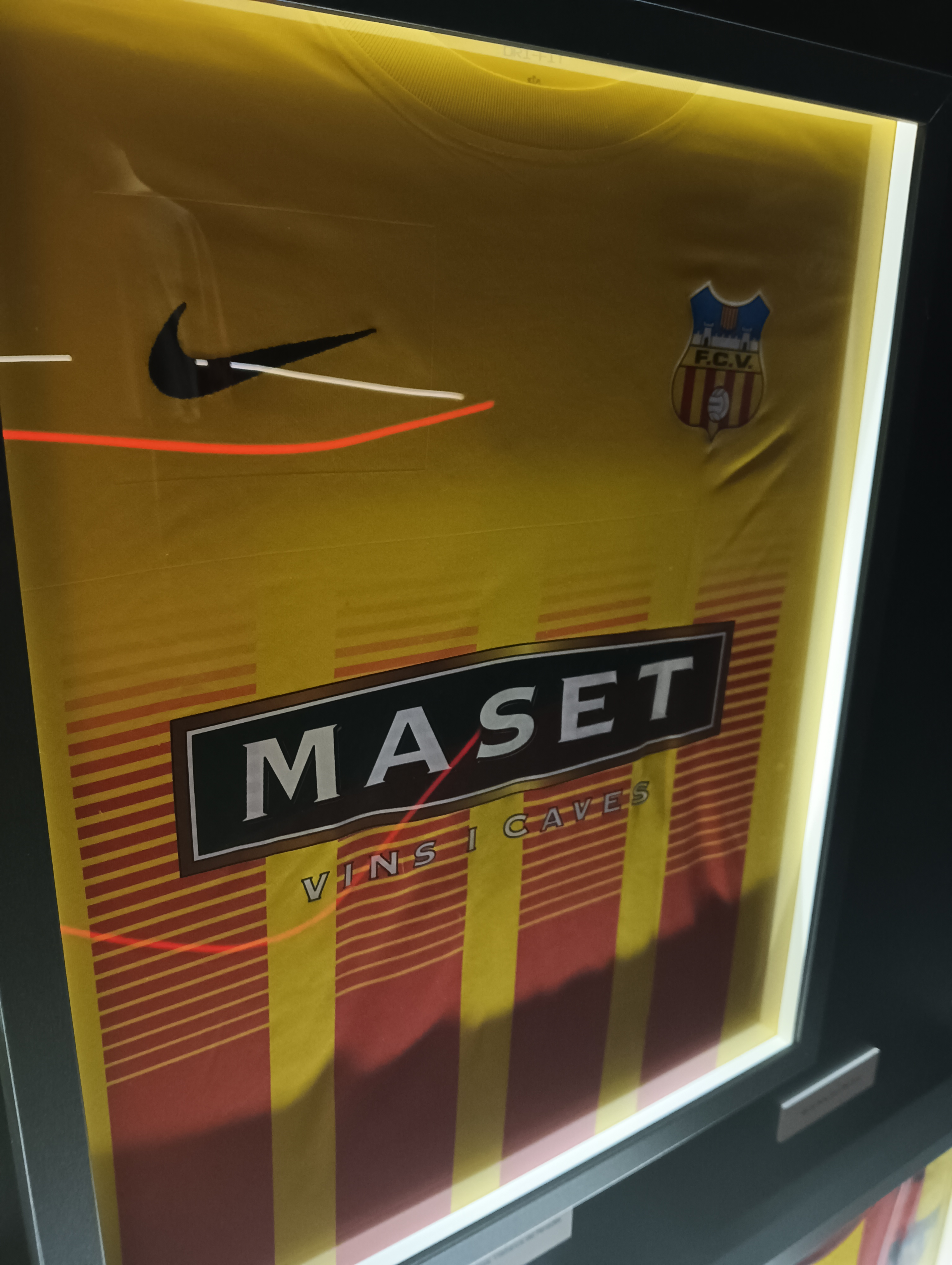
Samareta Vilafranca.

Els orígens del FC Vilafranca es remunten a l'any 1900, quan els joves Lluís Berger, Ramon Cuyàs, Antoni Ferrer, Francesc Huguet, Josep Sugrañes, Joan Trens i Ribas i Josep Valls, entre d'altres, feien córrer una pilota a una esplanada del terme municipal de Pacs del Penedès, vora el bosc de Can Lleó, on anaven a peu o amb bicicleta.
No va ser, però, fins al 9 d'agost de 1904, quan es fundà el club amb el nom de: Foot-Ball Club Vilafranca, encara que no va ingressar a la Federació Catalana de Futbol fins a l'any 1917.
Va ser la temporada 1920-21 quan arribà el primer títol de Campió de la Província de Tarragona, en una lluita amb el Gimnàstic Club de Tarragona, el Reus Deportiu, el Ràcing de Sitges i el Club de Futbol Vilanova.
L'any 1922 en una excursió a Madrid, es guanyà per 2-3 contra el Ràcing Club de Madrid, trencant tot pronòstic; a la capital no s'ho creien i Vilafranca va ser una festa.
Les temporades 1925-26, 1926-27 i 1929-30 es van assolir el títol de Campions del Grup de Promoció de Ponent; l'any 1931 es proclamà campió de la Copa Aiguadé. La desgràcia, però, va arribar aquell any en un accident en tornar de Palafrugell, amb balanç de dos morts: en Magí Güell i en Josep Colomer. L'any 1933, militant a la Primera Divisió Catalana, es va tenir la possibilitat de pujar de categoria i jugar l'any vinent amb el FC Barcelona, el RCD Espanyol i CE Europa entre altres clubs, però es va perdre la promoció als despatxos amb el Sants, i de 400 socis es passà a menys de 50. L'any 1936 es quedà campió de la Lliga Catalana en guanyar al Valls per 2-0.
Podem recordar herois d'aquella època com: Admetlla, Agustinet, Aparicio, Cinca, Cundet, Ferré, Galofrè, Guasch, Juvé, La Rosa, Lara, Llorens, Miralles, Montané, Pastor, Paulino, Quinquilla, Rodríguez, Sabaté, Sanuy, Serra i Solé entre d'altres.
Durant aquests anys existí un excepcional antagonisme amb la Unió Esportiva Vilafranca, "La Penya" com es coneixia popularment, i alguna vegada s'hagué de jugar a porta tancada i el camp envoltat de guàrdies civils.
Després de la Guerra Civil, la recuperació del Club no fou fàcil, però la Junta Gestora, encapçalada per Francesc Garriga Boix, i gràcies també a la predisposició de jugadors com: Antich, Fauria i Fortuny es va reprendre l'activitat. Això sí, sense les quatre barres a l'escut, i samarreta blanca. L'any 1948 tornaren les barres al fons groc però eren cinc, i fins als anys 60 amb en Lluís Melo García de president no recuperaren definitivament les quatre barres.
L'any 1944 es puja a Primera Categoria enfront del Borges Blanques, Tàrrega, Vilanova, Amposta, Cervera, Santboià i el Tarraco. L'any 1951 es va rebre per primera vegada el FC Barcelona, amb en Jordi Biosca a la presidència. L'any 1956 es va guanyar la Copa Presidente de la FCF amb en Carles Quer d'entrenador.
L'any 1955 s'aconseguí per primera vegada l'ascens a la Tercera Divisió estatal; després no es va tornar a pujar fins a la temporada 61-62, amb en Francesc Benaiges Marc, amb jugadors com: Via, Calvet, Martínez, "Rius", Paredes, Gutiérrez, Catasús, Martorell, etc. L'any 1968 es tornà a Tercera amb en Pere Rovira Vandellós de president, després es tornà l'any 1979 amb en Pere Montserrat de president i es va mantenir 6 anys, i després amb en Paco Fos de president l'any 1988 i definitivament l'any 1996, amb un projecte de "planter" conduït per l'entrenador Lluís Aloy, amb jugadors com: Cano, Besalduch, Moral, Adán, Casan, Arjona, Besolí, Atsarà, Troyano, Ripoll i Montfort entre d'altres.
L'any 1997 es va fer realitat el que durant molts anys per la gent de Vilafranca semblava un fet impossible, a causa de la gran rivalitat esportiva, la filiació amb l'Atlètic Club Vilafranca. Aquest objectiu, que era perseguit durant molts anys i que mai va arribar a bon port, ja tingué un precedent quan a finals dels anys seixanta, amb el Sr. Morera com a president del FC Vilafranca i el Sr. Rovira Gual com a president de l'Atlètic Vilafranca, establiren una col·laboració que fou eficaç per als dos clubs. Amb aquesta filiació s'intenta potenciar el Futbol Base vilafranquí i esdevenir una font de jugadors que arribin al màxim nivell futbolístic.
Malauradament la temporada 1998-99 es va perdre la categoria a Tercera Divisió, amb el consegüent descens a Primera Catalana. Han estat 3 anys en la màxima categoria assolida pel club degà penedesenc. Al final d'aquesta mateixa temporada es trencà -per part del Futbol Club Vilafranca- la filiació amb l'Atlètic Club Vilafranca, després de l'arribada a la presidència de l'At. Vilafranca d'una nova junta directiva.
La temporada 2000-01 la Junta Directiva presidida per Paco Fos va arribar a un acord amb la societat Campus Internacional Santor S.L. per la cesio de la gestió económica i esportiva de tot el planter. L'objectiu era consolidar i potenciar el futbol base del F. C. Vilafranca per intentar en un futur no gaire llunyà omplir el primer equip de jugadors penedessencs fets al mateix club. En pocs anys, el futbol base ha quadruplicat la xifra inicial. El club va anomenar aquesta iniciativa ambiciosa Projecte del Centenari i va donar al futbol base el nom d'Escola de Futbol Hristo Stoitchkov, en record del gran exjugador del F. C. Barcelona, que va començar a col·laborar de manera estreta amb els responsables de l'escola, Antonio Sánchez, Josep Lluís Villar i Xavier Torres.
Després de la temporada 2001-2002 el president Paco Fos va deixar el seu càrrec en mans de Pere Montserrat que iniciava d'aquesta manera la seva segona etapa al capdavant del club amb dos objectius clars: fer créixer la vinculació social, institucional i empresarial de la comarca vers el club i impulsar la correcta formació esportiva i humana dels integrants de l'Escola de Futbol. A més, l'acord del club amb Campus Internacional Santor S.L. es va estendre també a la gestió del primer equip.

## Temporades
Fins a la temporada 2014-15 el club ha militat 24 vegades a Tercera Divisió i 14 a Primera Catalana.
| - 1956-57: 3a Divisió 9è - 1957-58: 3a Divisió 16è - 1962-63: 3a Divisió 9è - 1963-64: 3a Divisió 12è - 1964-65: 3a Divisió 19è - 1968-69: 3a Divisió 16è - 1969-70: 3a Divisió 19è - 1979-80: 3a Divisió 13è - 1980-81: 3a Divisió 4t - 1981-82: 3a Divisió 7è | - 1982-83: 3a Divisió 14è - 1983-84: 3a Divisió 13è - 1984-85: 3a Divisió 12è - 1985-86: 3a Divisió 18è - 1988-89: 3a Divisió 17è - 1989-90: 3a Divisió 19è - 1991-92: 1a Div. Catalana 14è - 1992-93: 1a Div. Catalana 10è - 1993-94: 1a Div. Catalana 8è - 1994-95: 1a Div. Catalana 8è | - 1995-96: 1a Div. Catalana 2n - 1996-97: 3a Divisió 11è - 1997-98: 3a Divisió 16è - 1998-99: 3a Divisió 20è - 1999-00: 1a Div. Catalana 9è - 2000-01: 1a Div. Catalana 4t - 2001-02: 1a Div. Catalana 10è - 2002-03: 1a Div. Catalana 16è - 2005-06: 1a Div. Catalana 11è - 2006-07: 1a Div. Catalana 8è | - 2007-08: 1a Div. Catalana 5è - 2008-09: 1a Div. Catalana 17è - 2009-10: 1a Div. Catalana 1r - 2010-11: 3a Divisió 11è - 2011-12: 3a Divisió 8è - 2012-13: 3a Divisió 16è - 2013-14: 3a Divisió 13è - 2014-15: 3a Divisió 5è - 2015-16: 3a Divisió 4t - 2016-17: 3a Divisió 4t | - 2017-18: 3a Divisió 9è - 2018-19: 3a Divisió 9è - 2019-20: 3a Divisió 7è - 2020-21: 3a Divisió 2n - 2021-22: 3a RFEF 11è - 2022-23: 3a RFEF: 15è |